# 주천면 (진안군)
주천면(朱川面)은 대한민국 전북특별자치도 진안군의 면이다. 넓이는 95.91km2이고, 인구는 2006년 기준으로 1,707명이다.

## 행정 구역
- 대불리
- 무릉리
- 운봉리
- 주양리
- 신양리
- 용덕리

## 학교
- 주천초등학교 (주양리)
- 구봉초등학교 - 주천면 구암길 19-6 (운봉리) (1998년 폐교)
- 대불초등학교 - 주천면 동상주천로 1344 (대불리) (1999년 폐교)
- 주천중학교 (주양리)